# 러셀 브랜드
러셀 에드워드 브랜드(Russell Edward Brand)는 1975년 6월 4일에 태어난 영국의 희극인, 배우, 칼럼니스트, 그리고 작가이자 각종 텔레비전과 라디오 프로그램의 진행자이다. 2010년 10월 미국의 팝 가수 케이티 페리와 결혼했지만 2012년 초 이혼했다.

## 출연 작품
- 나일 강의 죽음 - 베스너 박사 역
- 슈퍼배드 3
- 트롤
- 슈퍼배드 4 - 네파리오 역